# No Mean City
No Mean City (рус. «Не слабый городок») — десятый студийный альбом группы Nazareth. Выпущен в январе 1979 года компанией Mountain Records в Великобритании, Vertigo — в Европе, A&M Records — в Северной Америке. По воспоминаниям Дэна Маккаферти, альбом записывался в сельском доме на острове Мэн.
Название диска позаимствовано из романа Александра МакАртура и Кингсли Лонга No Mean City (1935 год) об уличных бандах в Глазго, использовавших в качестве основного оружия бритвенные лезвия.
В качестве названия использованы слова апостола Павла о своём родном городе Тарсе из английского перевода Библии (Библия короля Якова). В Синодальном переводе словосочетание переведено как «небезызвестный город» (Деяния апостолов 21:39).
Обложку альбома нарисовал Родни Мэттьюз, известный английский художник-иллюстратор в стиле фэнтези, создавший обложки для работ многих других исполнителей (Scorpions, Thin Lizzy, Рик Уэйкман и т. д.).

## Список композиций
Авторы всех песен Agnew, Charlton, Cleminson, McCafferty, Sweet кроме отмеченных
1. Just to Get into It — 4:24
2. May the Sunshine — 4:55
3. Simple Solution, Part 1 & 2 (Cleminson) — 4:59
4. Star (Charlton, McCafferty) — 4:55
5. Claim to Fame (Charlton) — 4:30
6. Whatever You Want Babe (Charlton) — 3:42
7. What’s in It for Me (Charlton) — 4:20
8. No Mean City, Part 1 & 2 — 6:32
9. May the Sunshine [Single Edit] — 3:31[11]
10. Whatever You Want Babe [Single Edit] (Charlton) — 2:59[11]
11. Star [US Version] (Charlton, McCafferty) — 4:55[11]

## Участники записи
- Pete Agnew — bass, backing vocals
- Dan McCafferty — lead vocals
- Manny Charlton — guitars
- Zal Cleminson — guitars
- Darrell Sweet — drums